# 前田利春
前田 利春（まえだ としはる、? - 永禄3年7月13日（1560年8月4日））は、戦国時代の武将、尾張国荒子城主。別名利昌（としまさ）。通称は蔵人、縫殿助。父は前田利隆とされるが、史料が乏しく実在したかどうかは疑問であり、利春は事実上の加賀藩前田家などの始祖にあたる。室は竹野氏の娘（長齢院）。子に前田利久、前田利玄、前田安勝、前田利家 (四男)、佐脇良之、前田秀継、寺西九兵衛室。

## 経歴
尾張国で林秀貞の与力として、織田氏に仕え、2千貫を知行して尾張愛知郡荒子城(名古屋市中川区)の城主を務める。
永禄3年（1560年）、桶狭間の戦いの後に死去した。戒名は道機庵休岳居士。 跡を嫡男の利久が継いだ。墓所は石川県七尾市の長齢寺、肖像画も所蔵されている。